# Francesco Dandolo
Francesco Dandolo (1258 circa – Venezia, 31 ottobre 1339) fu il 52º doge della Repubblica di Venezia dal 4 gennaio 1329 fino alla sua morte.
Durante il suo dogato dovette affrontare numerose guerre in terraferma, quasi tutte vittoriose, per evitare che i nemici di Venezia prendessero troppo potere nel Veneto ed estromettessero la Repubblica dalle rotte commerciali italiane.

## Origini e prime attestazioni
Appartenente alla famiglia Dandolo del ramo di San Luca, nacque da Giovanni detto "Cane" attorno al 1258 (il cronista Gian Giacomo Caroldo lo dice infatti settantunenne al momento dell'elezione a doge). La sua carriera politica è in gran parte desumibile dai documenti dell'epoca, ma si deve tener conto dell'esistenza di almeno un personaggio omonimo, ovvero un figlio di Filippo che arbitrò una contesa fra Venezia e Traù nel 1328.
Tra il 1302 e il 1304 fu bailo a Negroponte. In quest'occasione ricoprì probabilmente il ruolo di giudice nella causa contro Giorgio Ghisi artefice della conquista di Ceo e Serifo assieme a Belletto Giustinian e a Bartolomeo Michiel. Questi ultimi accusavano il compagno di non aver rispettato i patti durante la divisione del bottino e, rivoltisi al bailo di Negroponte, ne ottennero la condanna.
Nel 1307 il Dandolo figurava fra i membri della Quarantia, mentre il 9 aprile 1309 stipulò un trattato commerciale con i Trevigiani.

## Ambasciatore ad Avignone
Ai primi di settembre dello stesso anno fu mandato in missione ad Avignone con Carlo Querini per risolvere la crisi insorta fra la Serenissima e papa Clemente V attorno a Ferrara.
Nel 1308 le interferenze veneziane sul governo della città estense avevano portato alla guerra aperta contro lo Stato della Chiesa, che culminò con la scomunica lanciata il 25 marzo 1309 e conclusasi il 28 agosto successivo con la sconfitta della Repubblica.
Prima di trattare con la Santa Sede, l'ambasceria riuscì a convincere Filippo il Bello a fare da mediatore, sicché verso i primi di ottobre il papa accolse il Dandolo e il suo seguito. Le trattative iniziarono solo nel marzo del 1310 con i tre cardinali Bérenger de Frédol, Étienne de Suisy e Raymond de Got e presentarono subito grandi difficoltà. Benché il 27 giugno il governo esprimesse la sua soddisfazione su come procedevano i negoziati, successivamente si ebbe un irrigidimento delle posizioni veneziane. L'anno seguente il Querini fu rimandato in patria e il Dandolo proseguì da solo.
Finalmente, il 15 giugno 1310 si raggiunse un armistizio: Venezia era autorizzata ad esercitare le sue attività commerciali a Ferrara, mentre, da parte sua, la Serenissima si impegnava a pagare al papa una certa quantità di fiorini d'oro. Ma le tensioni si risolsero definitivamente solo il 26 gennaio 1313 quando il papa scriveva al doge Giovanni Soranzo che la scomunica veniva ritirata, decisione sancita con la bolla Decet sedis del seguente 17 febbraio.
Il Dandolo tornò a Venezia nel maggio del 1313 e fu accolto con grandi onori. Certamente, la pace costò molto cara alla Repubblica e una tradizione vorrebbe che al Dandolo fosse stato affibbiato il soprannome di "Cane" essendosi presentato al papa in atteggiamento supplice, con tanto di catena al collo. Si tratta certamente di una diceria in quanto il nomignolo era già portato da vari membri della famiglia Dandolo (fra cui il padre di Francesco); in ogni caso, essa testimonia efficacemente le notevoli difficoltà incontrate dall'ambasciatore.

## Altri incarichi e elezione a doge
Nel settembre del 1314 il Dandolo era in Rumelia da dove inviò al doge una lista dei danni provocati dai Genovesi a scapito dei Veneziani dopo gli accordi di pace del 1299. Il 15 dicembre del 1315 si trovava invece a Capodistria come arbitro in una contesa su alcune terre occupate dal conte di Gorizia. Il 6 marzo 1317 lo si rintraccia a Venezia a negoziare con i Trevigiani.
Il 17 agosto dello stesso anno fu ancora bailo a Negroponte, carica che ricoprì sino al 1319. Nel 1320 conferì con gli ambasciatori del despota Nicola d'Epiro. In uno scritto del marzo 1321 viene ricordato come podestà di Capodistria, mentre il 21 agosto successivo è attestata la sua elezione a conte di Zara. Trattò inoltre con il patriarca di Aquileia, concludendo un accordo l'8 dicembre 1321. Infine, il 2 aprile 1326 figurava fra i creditori del fiorentino Andrea Pilestri e il 9 maggio seguente fra i dieci savi eletti per studiare le questioni di Negroponte. Girolamo Alessandro Cappellari Vivaro afferma (ma mancano delle testimonianze certe) che fu anche procuratore di San Marco

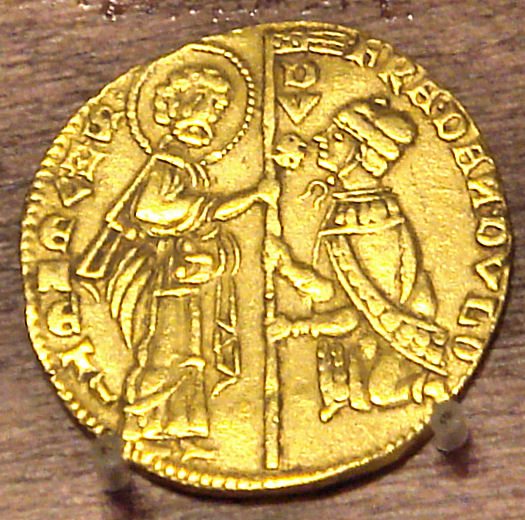
Zecchino d'oro 1329-1339

Il 4 gennaio 1329, pochi giorni dopo la morte di Giovanni Soranzo, venne eletto doge.

## Dogato
I problemi, rimasti sopiti sotto il predecessore, esplosero sin dai primi mesi.
Mastino II della Scala, signore di Verona, nella sua volontà di estendere i domini paterni, entrò in conflitto con tutti, compresa Venezia.
Presto, formatasi una lega composta anche da Firenze, Siena, Bologna, Perugia ed altre città minori, cominciò la guerra.
Con una massiccia coscrizione Venezia raccolse un gran numero di truppe.
Dopo un lungo periodo incerto nel 1337 la coalizione si allargò e ciò determinò le sorti finali di Mastino.
Conquistata Padova (e donata a Carraresi) ed altre città nel 1338 la guerra giunse ad un punto di svolta.
Fallite le richieste di aiuto, Mastino si arrese.
Il 24 gennaio 1339, a Venezia, si firmava la pace con vantaggi per tutti i vincitori che spezzavano per sempre le ambizioni degli Scaligeri Venezia ottenne Treviso e sicure rotte commerciali.
Dopo un intero dogato passato sotto la minaccia di guerra perenne e lo scoppio della tempesta finalmente l'orizzonte si rasserenò.
Il Dandolo non fece a tempo a godersi per molto tempo questo mutato clima visto che morì improvvisamente il 31 ottobre 1339.

## La tomba
Il doge Francesco Dandolo è stato sepolto nella Basilica dei Frari secondo la sua volontà testamentaria che chiedeva di essere tumulato in quella chiesa francescana specificando che il suo monumento non fosse eccessivamente vistoso. La sua tomba si trova nella sala del capitolo.
Sul fronte del sarcofago, scolpito a mezzo rilievo e policromato, è raffigurata la Dormitio Virginis, cioè il transito dalla vita terrena alla vita eterna accompagnato dagli apostoli mentre due angeli con le ali spiegate decorano gli angoli del sepolcro che ai lati presenta i simboli dei due evangelisti Marco e Giovanni.
Il sarcofago è sormontato da una lunetta che è uno dei capolavori di Paolo Veneziano: al centro la Vergine in trono con i Bambino è avvolta da un manto blu oltremare trapunto di eleganti palmette. Ai lati, genuflessi, il doge Francesco Dandolo e la dogaressa Elisabetta Contarini sono presentati alla Vergine dai santi omonimi, Francesco d'Assisi ed Elisabetta d'Ungheria. Spiccano il rosso e il bianco degli abiti dogali che contrastano con l'abbigliamento sobrio e vedovile della moglie.